# 釜谷駅
釜谷駅（かまやえき）は、北海道上磯郡木古内町釜谷にある道南いさりび鉄道線の駅。電報略号はマヤ。駅番号はsh04。日本国有鉄道・JR北海道における事務管理コードは▲141407。

## 歴史

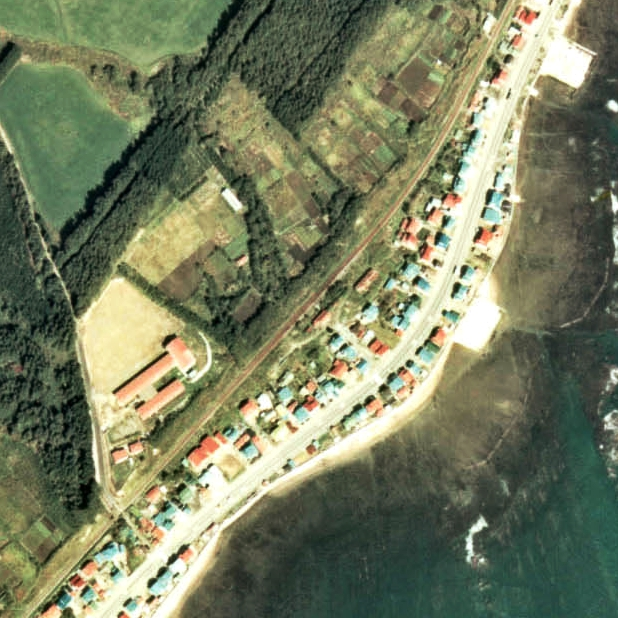
1976年の釜谷駅と周囲約500m範囲。左下が江差方面。当時は単式ホーム1面1線であった。

- 1930年（昭和5年）10月25日：国有鉄道上磯線の駅として開業[4]。一般駅[5]。
- 1936年（昭和11年）11月10日：上磯線が江差線に改称[6]。
- 1949年（昭和24年）6月1日：日本国有鉄道法施行に伴い、日本国有鉄道（国鉄）に継承。
- 1970年（昭和45年）12月12日：貨物・荷物扱い廃止[5][7]。駅員無配置駅となり[8]、簡易委託化。
- 1987年（昭和62年）4月1日：国鉄分割民営化により北海道旅客鉄道（JR北海道）に継承[5]。
- 1986年（昭和61年）12月23日：貨車改造の駅舎に改築[1]。
- 1988年（昭和63年）3月13日：海峡線（津軽海峡線）開業に伴い、当駅を含む江差線の五稜郭駅 - 木古内駅間が電化（交流20,000V・50Hz）。
  - この開業に伴い、貨物列車の待避などを考慮して駅構内の有効長を拡大し、交換設備を設置するなどの工事が実施され、跨線橋も設置される。
- 2012年（平成24年）4月26日：広島貨物ターミナル発札幌貨物ターミナル行の貨物列車（3061列車）の18両目のコンテナ車が釜谷駅のポイント付近で脱線、そのまま1.8km走行して何らかの要因により再び復線する事故が起きる。当該列車が函館貨物駅到着時に台車から火花が出ているのを発見され、事故が発覚。
- 2016年（平成28年）
  - 3月26日：北海道新幹線新青森駅 - 新函館北斗駅間開通に伴い、当駅を含む江差線の五稜郭駅 - 木古内駅間がJR北海道から経営分離され、道南いさりび鉄道の駅となる。
  - 10月8日：台風10号で破損した駅名標をオークションに出される事が報道される[9]。

### 駅名の由来
当駅の所在する地域名より。地域名はアイヌ語の「カマヤペッ」（平たい岩・の岸・川）、あるいは「オカマヤウンペッ」（川尻・平たい岩・岸・にある・川）に由来するとされる。いずれにしても「平岩があった」ことに由来する地名とされる。

## 駅構造
相対式ホーム2面2線を有する地上駅。対面ホームへは、五稜郭方面の構内踏切で行う。かつては単式ホーム1面1線を有すのみであったが、海峡線開通に伴い交換設備が新設された。ワム80000形貨車改造の駅舎が設置されている。
JR時代は木古内駅管理の簡易委託駅で、駅舎の一角で委託を受けた住民が乗車券（総販券）を発売していた。道南いさりび鉄道移管後も継続して簡易委託が継続されていた。営業時間は概ね7:30～11:30迄で、日曜は休業。発売区間は木古内･五稜郭・函館の各駅で、それ以外の区間の販売は行っていない。
七重浜駅と共に、国鉄時代から「車両がきれいに見える」撮影スポットとして有名な駅である。しかし、無断でホームから線路に降りて撮影をしたり、ホームの白線の外側に三脚を立てたり、運転手に向かってフラッシュをたいたりするなどのマナー違反が多く、道南いさりび鉄道は2016年（平成28年）8月10日から両駅のホーム数カ所に注意書きのポスターを掲示し、注意を促している。

### のりば
| のりば | 路線                | 方向 | 行先       |
| ------ | ------------------- | ---- | ---------- |
| 1      | ■道南いさりび鉄道線 | 上り | 木古内方面 |
| 2      | ■道南いさりび鉄道線 | 下り | 函館方面   |

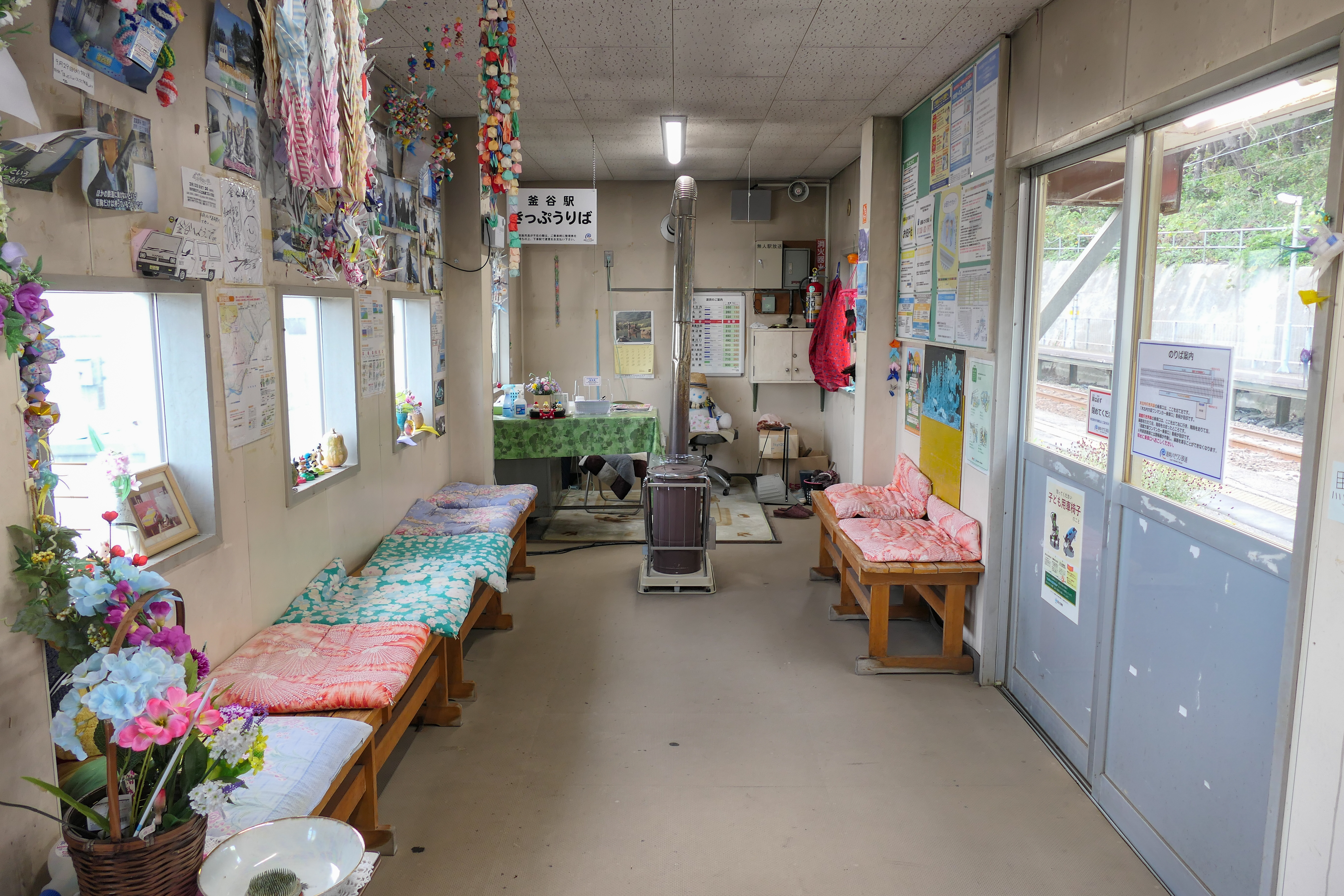
駅舎内観（2022年9月）
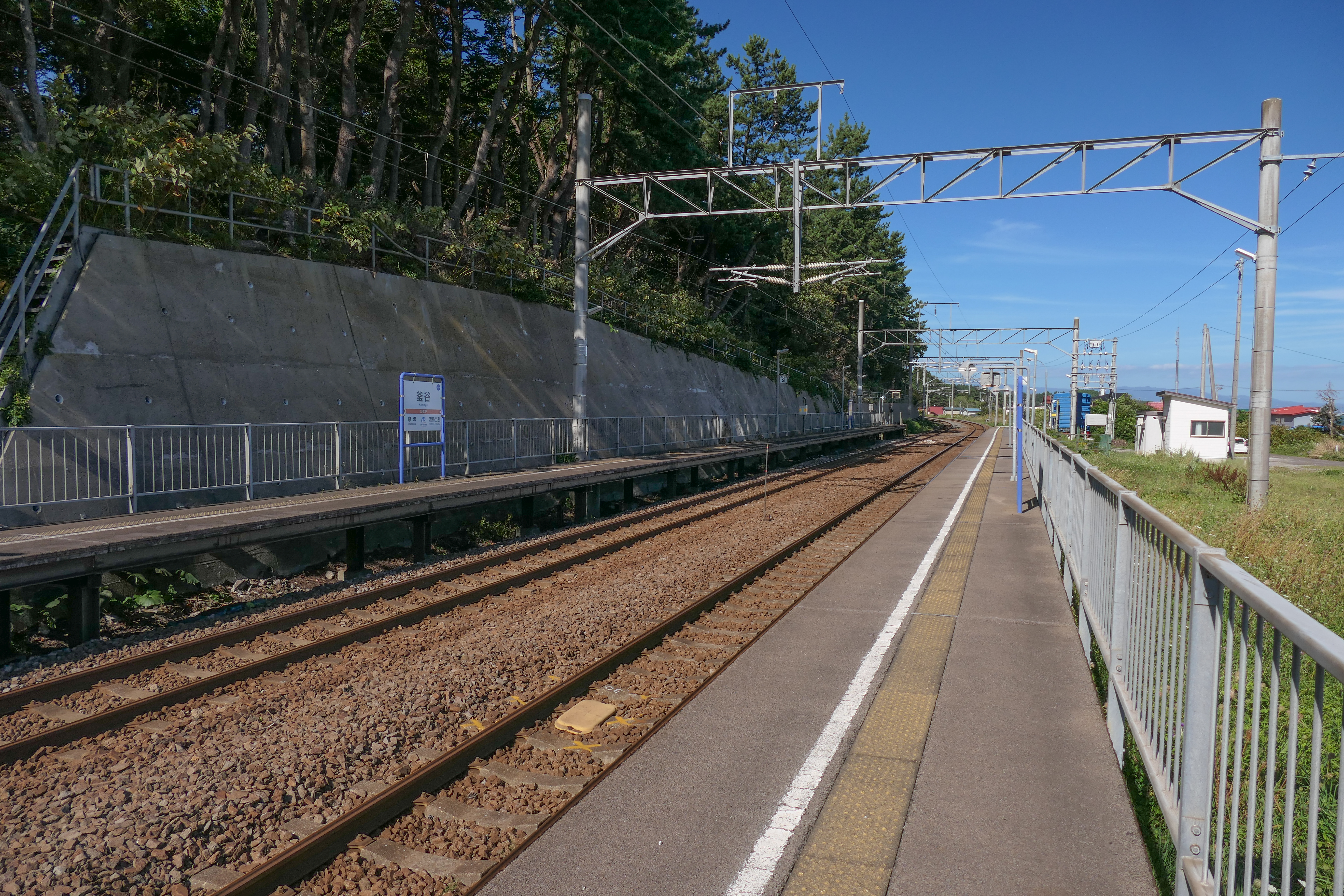
ホーム（2022年9月）
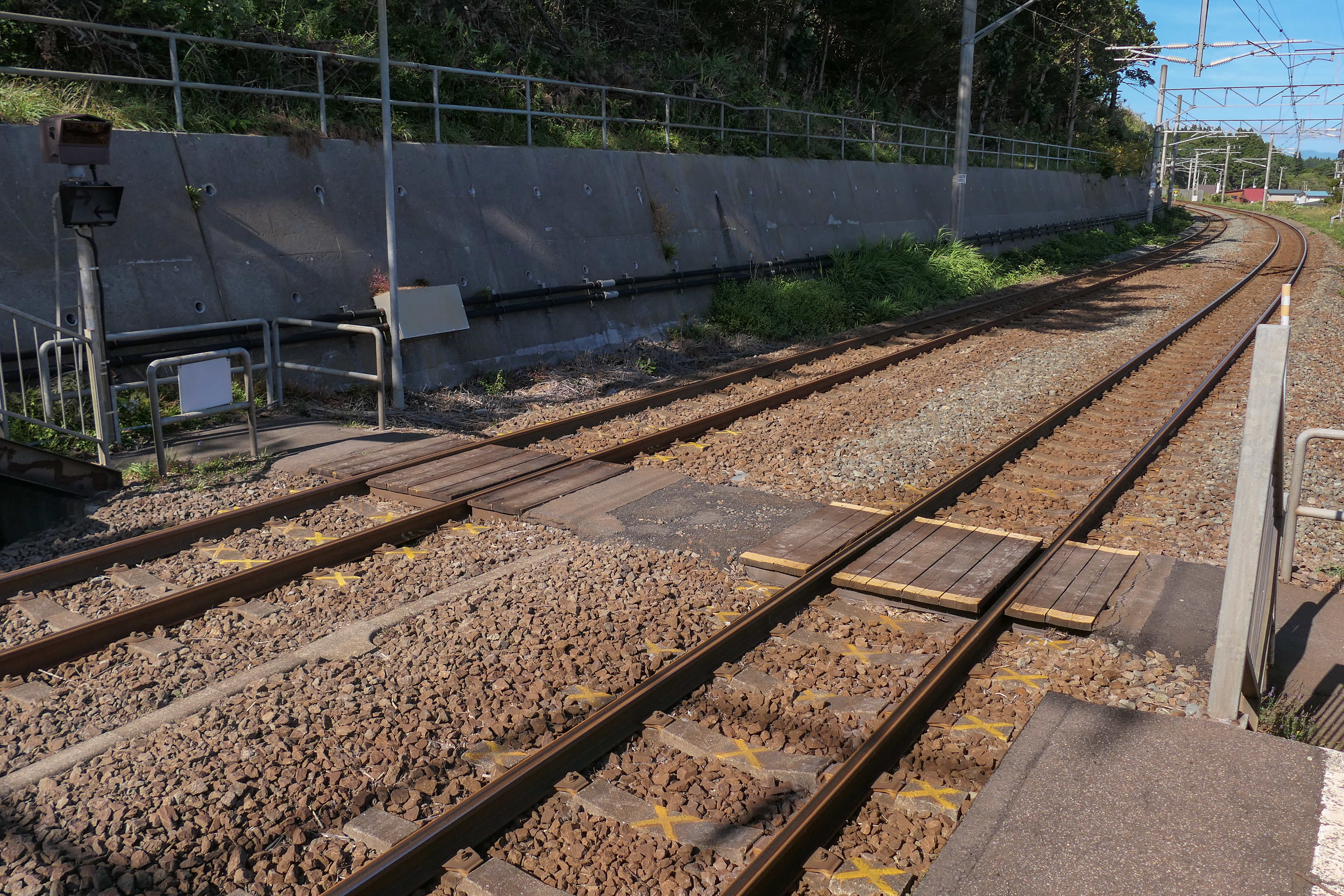
構内踏切（2022年9月）

## 駅周辺

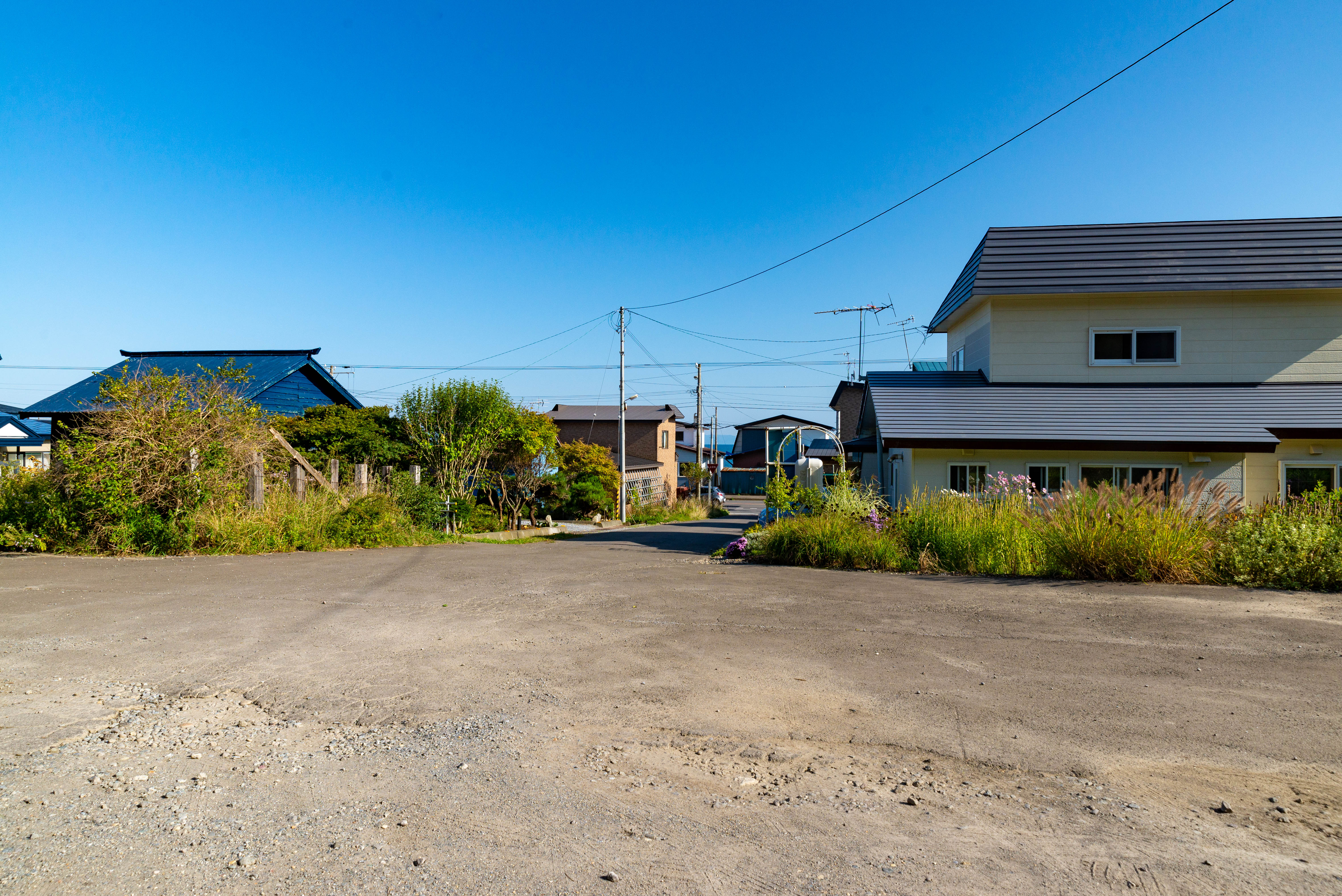
釜谷駅前

- 国道228号
- 釜谷簡易郵便局
- 前浜海水浴場
- 伊勢鉢山
- 函館バス「釜谷駅前」停留所[13]

## 隣の駅
道南いさりび鉄道
■道南いさりび鉄道線
泉沢駅 (sh03) - 釜谷駅 (sh04) - 渡島当別駅 (sh05)